# Recław
Recław (do 1945 niem. Hagen) – wieś w Polsce położona w województwie zachodniopomorskim, w powiecie kamieńskim, w gminie Wolin. Recław położony jest przy lokalnej drodze wojewódzkiej 111 Wolin – S3 koło Goleniowa oraz częściowo przy drodze ekspresowej S3. Wieś leży nad cieśniną Dziwną, na jej wschodnim brzegu, naprzeciwko Wolina. W Recławiu znajduje się stacja kolejowa leżąca na linii kolejowej nr 401 Szczecin Dąbie – Świnoujście Port, od 2024 nie obsługująca ruchu osobowego. Dwoma małymi mostkami Recław łączy się z wyspą Wolińska Kępa, na której od roku 1993 odbywa się Festiwal Słowian i Wikingów.

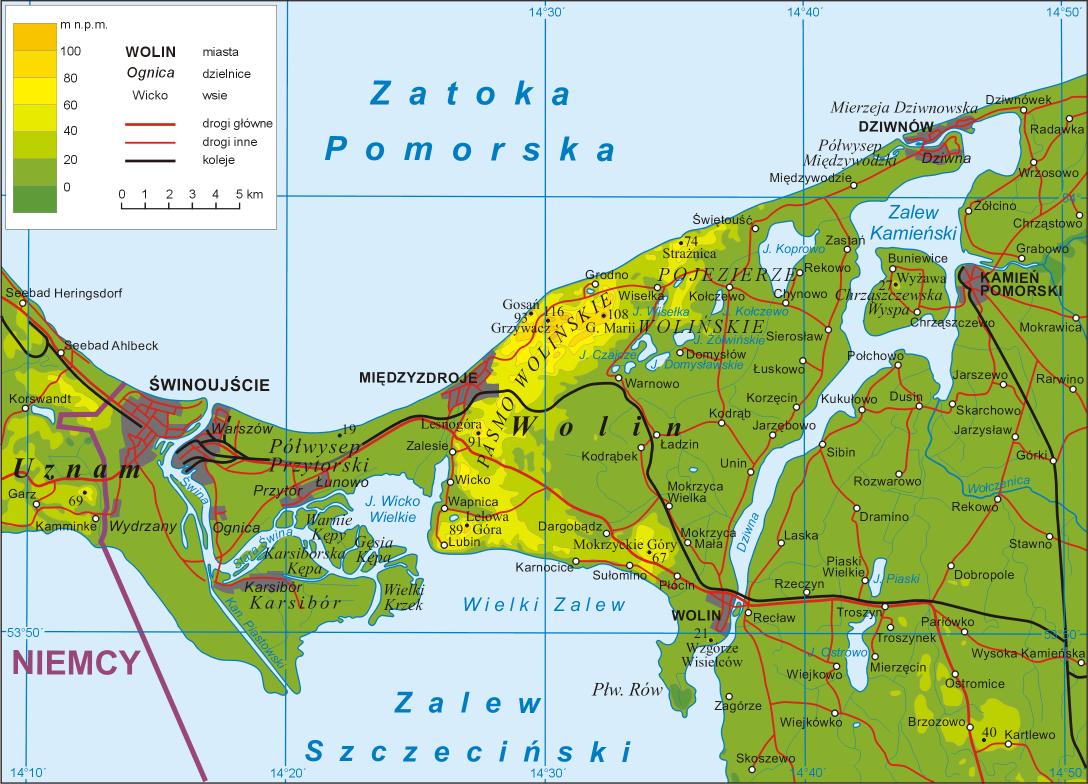
Mapa wyspy Wolin z widocznym Recławiem

## Historia
Recław posiada długą metrykę, początkowo była to osada plemienna Wolinian. Pierwszy raz wzmiankowana była w roku 1291 jako Wenkenhagen. Była wtedy własnością zakonu Cysterek. W latach 80. XX wieku planowano budowę fabryki prefabrykatów budowlanych, która miała produkować tzw. wielką płytę, z której miała powstać nowa zabudowa Wolina.
W latach 1945–54 siedziba gminy Recław, następnie gromady Recław. W latach 1975–1998 miejscowość administracyjnie należała do województwa szczecińskiego.

## Edukacja
Dzieci z Recławia chodzą do szkoły podstawowej w Wolinie. W 1971 roku w Recławiu uruchomiono internat dla uczniów Zasadniczej Szkoły Rolniczej w Wolinie. Szkoła przyjęła budynek po Gromadzkiej Radzie Narodowej w Recławiu. Znalazło tam zakwaterowanie 50 uczniów. 